# Лесное (Немецкий национальный район)
Лесное — село в Немецком национальном районе Алтайского края, входит в состав Орловского сельсовета.

## Физико-географическая характеристика
Село расположено в 17 км к северо-востоку от районного центра.

## Население
| 1997 | 1998 | 1999 | 2000 | 2001 | 2002 | 2003 | 2004 | 2005 |
| ---- | ---- | ---- | ---- | ---- | ---- | ---- | ---- | ---- |
| 281  | ↘276 | ↘263 | ↗264 | ↘247 | ↘223 | ↘214 | ↘192 | ↗200 |
| 2006 | 2007 | 2008 | 2009 | 2010 | 2011 | 2012 | 2013 |      |
| ↗204 | ↘178 | ↗181 | ↘169 | ↘158 | ↘155 | ↘127 | ↘125 |      |

## История
Основано в 1908 году переселенцами из Причерноморья. До 1917 года меннонисткое село Барнаульского уезда Томской губернии. Меннонитская община Гринфельд. В селе имелись молельный дом, паровая мельница. В 1926 году имелись школа, кооперативная лавка, племенное и семеноводческое товарищество. В 1931 году организован колхоз имени Ленина.